# Mistrovství Evropy v zápasu ve volném stylu 1983
Mistrovství Evropy v zápasu ve volném stylu mužů proběhl v Budapešti (Maďarsko).

## Muži
| Kategorie | Zlato             | Stříbro          | Bronz                   |
| --------- | ----------------- | ---------------- | ----------------------- |
| 48 kg     | Ali Mejmedov      | László Bíró      | Jan Falandys            |
| 52 kg     | Valentin Jordanov | Šaban Trstena    | Władysław Stecyk        |
| 57 kg     | Stefan Ivanov     | Ruslan Karajev   | Jozef Schwendtner       |
| 62 kg     | Simeon Šterev     | Ivan Grigoriev   | József Orbán            |
| 68 kg     | Kamen Penev       | Fevzi Şeker      | David Guigauri          |
| 74 kg     | Šaban Sejdiu      | Pekka Rauhala    | Vladimir Dzugutov       |
| 82 kg     | Reşit Karabacak   | Efraim Kamberov  | Gueorgui Makasarishvili |
| 90 kg     | Pjotr Nanijev     | Gueorgui Yanchev | Uwe Neupert             |
| 100 kg    | Magomed Magomedov | Roland Gehrke    | Július Strnisko         |
| +100 kg   | József Balla      | Nikola Slatev    | Boris Bigajev           |